# إديسون سواريز
إديسون سواريز (بالإسبانية: Edison Suárez)‏ (6 نوفمبر 1966 بمونتفيدو في الأوروغواي - ) هو لاعب كرة قدم أوروغواني في مركز الوسط. شارك مع منتخب الأوروغواي لكرة القدم. أما مع النوادي، فقد لعب مع ريال سرقسطة ونادي بالستينو ونادي دانوبيو ونادي ميلوناريوس وناسيونال مونتيفيديو وسنترال إسبانيول وRocha F.C. ‏ وسنترو أتلتيكو فينكس ‏.

## وصلات خارجية
- إديسون سواريز على موقع قاعدة بيانات كرة القدم.إي يو (الإنجليزية)
- إديسون سواريز على موقع ناشيونال فوتبول تيمز (الإنجليزية)
- إديسون سواريز على موقع عالم كرة القدم.نت (الإنجليزية)